# 浜松市立県居小学校
浜松市立県居小学校（はままつしりつ あがたいしょうがっこう）は、静岡県浜松市中央区東伊場二丁目にある公立小学校。

## 沿革
- 1920年（大正9年）4月1日 - 浜松市浜松県居尋常小学校として創立[1]。
- 1922年（大正11年）4月1日 - 浜松市浜松県居尋常高等小学校と改称[1]。
- 1931年（昭和6年） - 高等科が廃止され、浜松市浜松県居尋常小学校と改称[2]。
- 1941年（昭和16年）4月1日 - 浜松市県居国民学校と改称[1]。
- 1947年（昭和22年）4月1日 - 浜松市立県居小学校と改称[1]。

## 通学区域
2020年1月1日時点の通学区域は、次のとおりである。
- 平田町
- 旅篭町
- 塩町
- 成子町
- 菅原町
- 元魚町
- 東伊場一丁目・二丁目

## 主な周辺施設
- 浜松市県居協働センター[4]
- 賀茂神社[5]
- JR東海浜松工場[4]

学校敷地の南側に引込み線跡を利用した遊歩道「堀留ポッポ道」があり、「ケ91型」蒸気機関車が学校敷地の横に保存されている。

## 交通
- 遠鉄バス志都呂宇布見線 「東伊場」停留所から、徒歩1分

## 著名な出身者
- 刈屋武昭（経済学者）[要出典]
- 渡辺広明（流通アナリスト、流通ジャーナリスト）[要出典]